# Awans (miejscowość)
Awans (wa. Awan, Awon) – miejscowość i gmina (commune) w Belgii, w Regionie Walońskim, w prowincji Liège, w okręgu Liège. 1 stycznia 2024 roku liczyła 9344 mieszkańców.

## Podział administracyjny
W skład gminy wchodzą cztery dzielnice (section):
- Fooz
- Hognoul
- Othée (Elch)
- Villers-l’Évêque (Biscopweiler)